# 山田又七

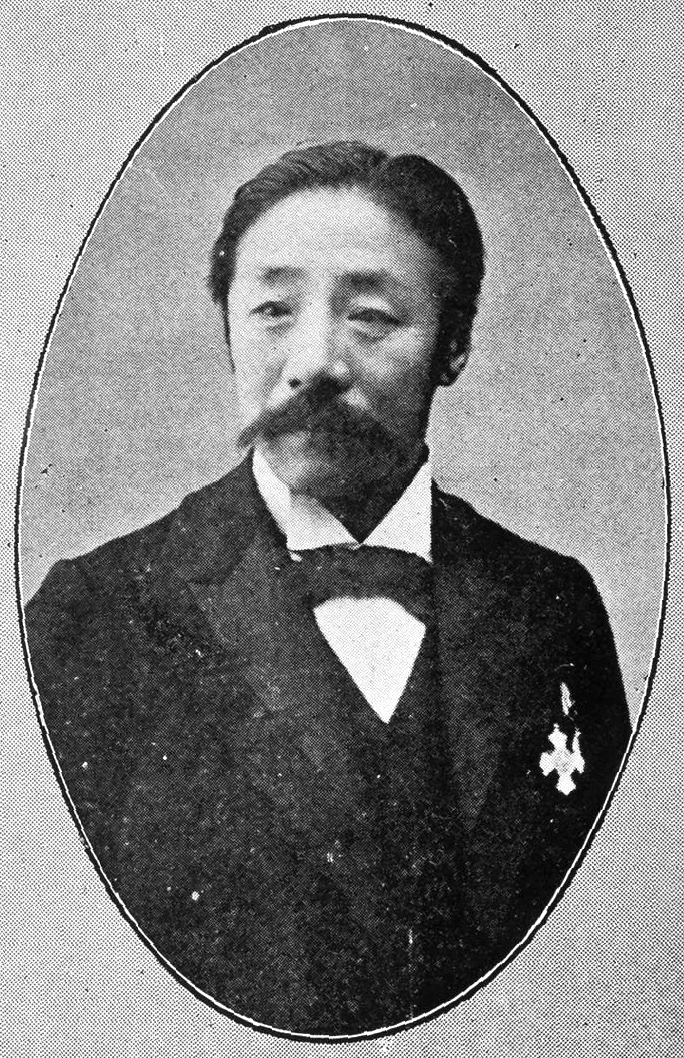
山田又七

山田 又七（やまだ またしち、安政2年8月15日（1855年9月25日） - 大正6年（1917年）12月31日）は、明治・大正時代の起業家・実業家・政治家。宝田石油（現・ENEOS）の創業者。新潟県出身。

## 略歴
越後国三島郡荒巻村（新潟県長岡市）の農家に生まれる。1862年（文久2年）、家に入った強盗に右手の親指・人差し指を切りつけられ、指先が曲がってしまったため、農家をあきらめ商人を目指す。1865年（慶応元年）、長岡町の小間物商・竹屋（加藤竹吉商店）に奉公するようになり、後にその養子となるが、1879年（明治12年）に養家を離れ、古志郡浦瀬村で水力による綿糸の紡績工場を営む。
1887年（明治20年）、長岡の東部に連なる東山連峰に石油が出る事を伝え聞いていた又七は、新町の精油業者と共に浦瀬村を訪れ露出する石油が良質である事を確認し、その事業化に乗り出した。1890年（明治23年）、同時期に東山油田に目をつけ試掘を行っていた小坂松五郎が、資本の有利から一足先に事業化を果たしたものの、又七も殖栗順平らと山本油坑会社を興した。その直後に長岡石油会社、さらに1891年（明治24年）に高津谷石油会社、地獄谷石油会社、1892年（明治25年）には小坂松五郎らと長岡鉄管株式会社を設立した。

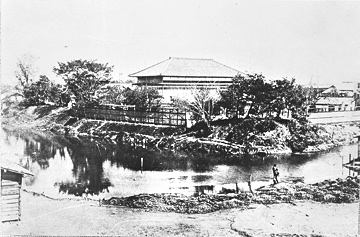
長岡市にあった宝田石油本社（1912年頃撮影）

そして、松田周平から譲り受けた古志郡荷頃村比礼の鉱区を基に、1893年（明治26年）2月に宝田石油株式会社を創設。本社を長岡に置き、又七は社長に就任した。1896年（明治29年）には古志石油と合併し、古志宝田石油株式会社と社名を変更したが、1899年（明治32年）には宝田石油株式会社に復した。また、1898年（明治31年）には製油所を買収して、製油事業にも進出した。 
明治30年代初めの石油鉱業界は、投機的な零細企業が乱立する一方、アメリカのスタンダード石油などの外資系企業が影響力を拡大していた。そのため、1901年（明治34年）、遊説のために長岡を訪れた大隈重信は、石油業者たちを前に石油会社の合同を提唱した。この提唱に応じて又七は、中小の石油会社を合併・買収し、1908年（明治41年）までの7年間に4次にわたる大合同を断行した。これによって宝田石油は、日本石油と並ぶ大石油会社に成長した。その一方で、無理がたたって会社の経営は悪化し、役員の頻繁な交替による紛争、不祥事が絶えなかった。
この間、又七は1906年（明治39年）には新潟県会議員、1907年（明治40年）3月からは衆議院議員となり、1911年（明治44年）に緑綬褒章を授与されたが、会社内での実権を徐々に失い、1915年（大正4年）に社長の座を橋本圭三郎に譲った。なお、1921年（大正10年）、橋本らによって宝田石油は日本石油と合併している。
一線を退いた又七は、田村文四郎らと令終会を設立し、悠久山公園の整備に着手したが、その完成を見ずに、1917年12月31日に急死した。

## 家族
- 長男・山田又司は慶應義塾大学を卒業後、銅山経営に従事し、1924年（大正13年）から衆議院議員を5期務めた。
- 養子・山田多計治は大阪機械製作所（現・オーエム製作所）を設立し、その社長となった。尾形乾山の研究家としても知られる。